# Ілізаров Гаврило Абрамович

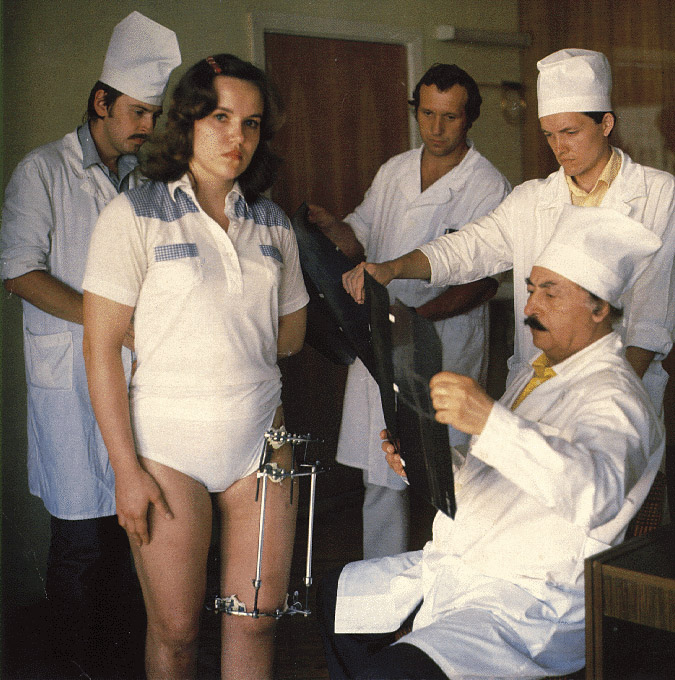
Г. А. Ілізаров показує роботу компресійно-дистракційного апарата, 1991 рік.

Гаври́ло Абра́мович Іліза́ров (15 червня 1921 , Біловежа, Білостоцьке воєводство  — 24 липня 1992 , Курган ) — радянський хірург-ортопед, винахідник, доктор медичних наук (1968), професор (1976).
Академік РАН (1991; член-кореспондент АН СРСР (від 1987). Герой Соціалістичної Праці (1981). Заслужений винахідник СРСР (1985). Заслужений лікар РРФСР (1965). Заслужений діяч науки РРФСР (1991). Лауреат Ленінської премії (1978).

## Життєпис
Гаврило Ілізаров народився 15 червня 1921 року в бідній єврейській сім'ї в містечку Біловежа Біловезького повіту Білостоцького воєводства Польської Республіки (у 1939—1946 роках село Біловежа входило до складу Брестської області Білоруської РСР), нині село Біловежа входить у сільську гміну Біловежа Підляського воєводства Гайнівського повіту Польщі. Там жила родина його матері, і після служби в Робітничо-селянській Червоній Армії під час Громадянської війни осів його батько. Був старшим із шістьох дітей. Як і значна частина гірських євреїв, у радянських документах був записаний татом.
Батько — Абрам Аверкійович (Мардехай Овроом, уродженець Ґусара, гірсько-єврейського походження), сестра Марія, брати Ісаак (Ісай, 1922), Давид (19 вересня 1924) і Єлисей (Нісон, 1926) носили прізвище «Єлізарови». Мати — Голда Абрамівна (уроджена Розенблюм, 20 серпня 1903 — 13 листопада 1982), ашкеназького походження, походила з Біловежі.
Коли Гаврилу було сім років (1928), сім'я переїхала на батьківщину батька в Ґусар Азербайджанської РСР. У 9 років наївся груш у саду, які були обприскані мідним купоросом від комах-шкідників; його вилікував сільський фельдшер і Гаврило вирішив стати лікарем.
До школи пішов у 11- чи 12-річному віці, але це не завадило йому здати всі предмети та вступити одразу до 4 чи 5 класу. 1938 року він екстерном закінчив школу-восьмирічку і продовжив навчання на медробфаці в місті Буйнакськ Дагестанської АРСР.
1939 року став студентом Кримського державного медичного інституту імені Й. В. Сталіна, який закінчив 1944 року. У роки війни інститут евакуювали із Сімферополя спочатку до Армавіра, потім до міста Кизилорда Казахської РСР. Здобувши диплом лікаря, пройшов шлях від лікаря районної лікарні в селі Долговка (1948) до директора Всесоюзного Курганського наукового центру відновної травматології та ортопедії (1987).
Від 1944 року — лікар Половинської (с. Половинне), потім Косулінської (с. Долговка) райлікарень Курганської області.
Від 1947 року — завідувач Косулінського райздороввідділу. Першим пацієнтом із апаратом для фіксації кістки, який розробив Г. А. Ілізаров, став місцевий гармоніст, який через туберкульоз колінного суглоба ходив на милицях. Операція пройшла успішно.
Від 1950 — лікар травматолог-ортопед Курганської обласної лікарні, в 1951 році запропонував апарат для черезкісткового остеосинтезу. Заявку на винахід подано 9 червня 1952 року, авторське свідоцтво № 98471 видано 30 червня 1954 року.
1955 року призначений завідувачем ортопедо-травматологічного відділення Курганського обласного шпиталю інвалідів Великої Вітчизняної війни. У шпиталі, де перед його очима проходили сотні бійців з наслідками пошкоджень кісток, яким лікування практично не давало результату, Г. А. Ілізаров запропонував свій, принципово новий спосіб зрощення кісток при переломах. Новизна запропонованого способу та апарату для його здійснення підтверджена авторським свідоцтвом. Використання апарату Ілізарова підвищило ефективність та помітно скоротило терміни лікування переломів. Велика практика дозволила розширити діапазон застосування апарату. Одночасно виконував обов'язок бортхірурга санітарної авіації щодо надання екстреної хірургічної допомоги населенню сільських районів.

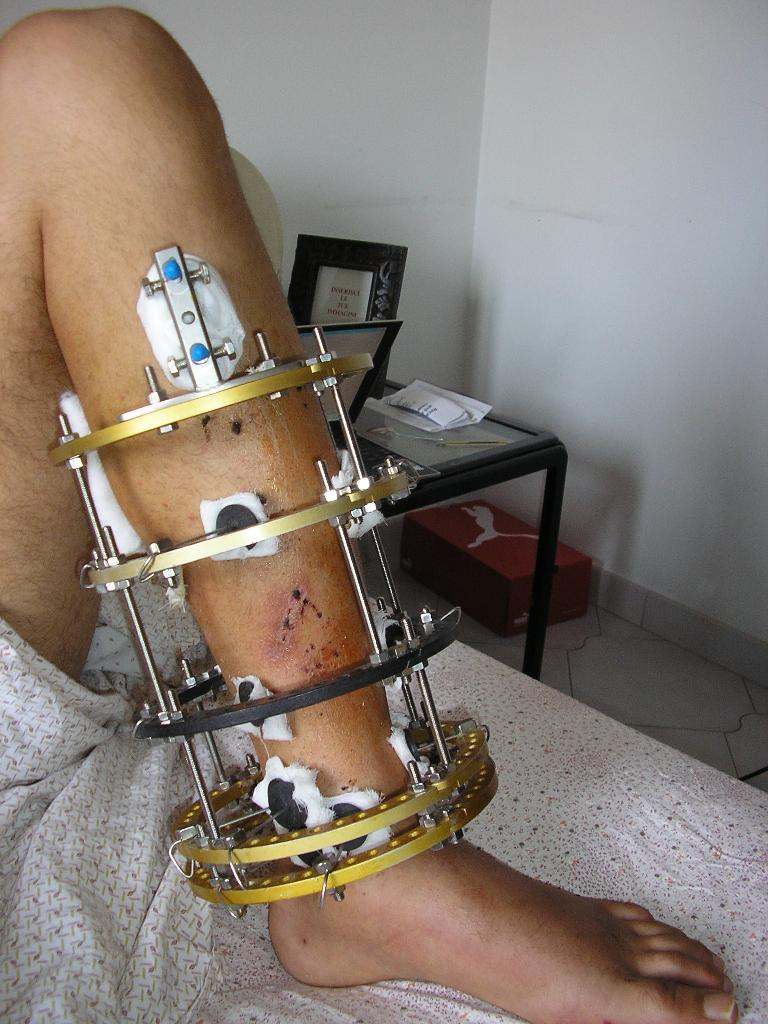
Компресійно-дистракційний апарат Ілізарова.

Черезкістковий компресійно-дистракційний апарат, який Г. А. Ілізаров винайшов 1950 року, гармонійно поєднує стабільну фіксацію кісткових фрагментів з керуванням складними біологічними процесами розвитку кісткової тканини (її стиском («компресією») або розтягуванням («дистракцією»)). Апарат складається з металевих «кілець», на яких кріпляться «спиці», що проходять через кісткову тканину. Кільця з'єднані механічними стрижнями, що дозволяють змінювати їх орієнтацію зі швидкістю близько 1 мм на добу. Апарат Ілізарова — це універсальна динамічна конструкція, що дозволяє створювати оптимальні медико-біологічні та механічні умови як для зрощення кісток, так і для анатомо-функціонального відновлення опорно-рухового апарату. Розраховуючи на широке застосування апарата, Г. А. Ілізаров уніфікував його вузли та деталі. Для кожного випадку лікарі монтують з дуже обмеженої кількості деталей свій особливий різновид апарату. Апарат застосовується для лікування травм, переломів, уроджених деформацій кісткової тканини. Також використовується при «естетичних» операціях в антропометричній (ортопедичній) косметології з подовження та випрямлення ніг.

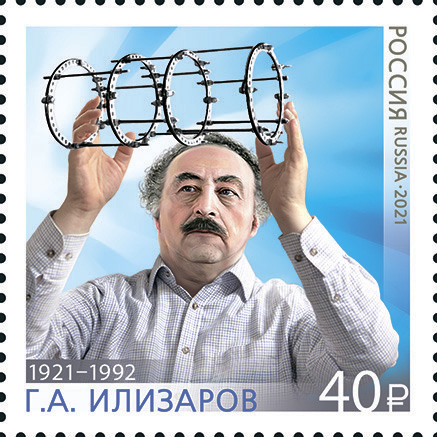
Г. А. Ілізаров та його компресійно-дистракційний апарат на поштовій марці Росії 2021 року

Знадобився тривалий час, щоб метод черезкісткового остеосинтезу набув загального визнання. 1966 року на базі 2-ї міської лікарні Кургана організовано проблемну лабораторію Свердловського НДІТО, керівником призначено Г. А. Ілізарова. Захист дисертації відбувся у Пермі у вересні 1968 року. У дисертації узагальнено накопичений за багато років досвід успішного лікування тисяч хворих. На основі всебічного аналізу зроблено відкриття певних закономірностей у зростанні та регенерації тканин, що дозволяло подовжувати кінцівки, відновлювати відсутні частини кінцівок, зокрема стопу, пальці кисті. За видатні досягнення Ілізарову 1969 році присвоєно ступінь доктора медичних наук, минаючи звання кандидата. 1969 року проблемну лабораторію Свердловського НДІТО перетворено на філію Ленінградського НДІТО ім. Р. Р. Вредена, її директором призначено Ілізарова.
Г. А. Ілізаров отримав перші позитивні результати в дослідах відновлення функції спинного мозку після оперативного часткового (майже повного) його перетину. У світі ніколи раніше не проводилося таких фундаментальних досліджень у травматології та ортопедії.
1971 року філію ЛНДІТО перетворено на Курганський науково-дослідний інститут експериментальної та клінічної ортопедії та травматології (КНДІЕКОТ), керівником призначено Ілізарова. 19 лютого 1982 року КНДІЕКОТ нагороджено орденом «Знак Пошани». Від 1971 року член КПРС .
Постановою № 1098 від 24 вересня 1987 року Центральний Комітет КПРС та Рада Міністрів СРСР року реорганізували Курганський НДІ експериментальної та клінічної ортопедії та травматології у Всесоюзний Курганський науковий центр «Відновна травматологія та ортопедія» з головною установою в Кургані та філіями в Московській області, Ленінграді, Волгограді, Казані, Уфі, Краснодарі, Свердловську, Омську, Красноярську та Владивостоці.
Від 1982 року почалося впровадження методу Ілізарова в практику в інших країнах. Надійшли запрошення відвідати Іспанію, Францію, Англію, США, Мексику тощо. Італійська фірма «Medicalplastic s.r.l.» купила ліцензію на право виготовлення та продажу апарата Ілізарова в країнах Західної Європи, а також у Бразилії та Аргентині. Італійська Асоціація з вивчення апарата та методу Ілізарова (ASAMI) ухвалила рішення про проведення постійних міжнародних курсів із навчання даному методу. Директором курсів затверджено самого Г. А. Ілізарова. Аналогічні асоціації створено в Іспанії, Франції, Бельгії, Португалії, Мексиці, США та інших країнах. Багато іноземних громадян приїжджали на лікування до Кургана.
Ілізаров — автор 208 винаходів, захищених авторськими свідоцтвами СРСР; 18 із них запатентовано в 10 країнах.
Ілізаров був депутатом Косулинської районної Ради депутатів трудящих (1947) та Курганської обласної Ради депутатів трудящих (1971, 1973), депутатом Верховної Ради РРФСР (1980), народним депутатом СРСР (1990). Був учасником XXV, XXVI, XXVII з'їздів КПРС, XIX всесоюзної конференції КПРС, делегатом XV з'їзду профспілок СРСР (1972), делегатом VI (1983) і VII (1988) з'їздів Всесоюзного товариства винахідників і раціоналізаторів. Був членом наукової ради Академії медичних наук СРСР, членом Центральної ради Всесоюзного товариства винахідників і раціоналізаторів СРСР, членом редакційної ради журналу «Ортопедия, травматология и протезирование» (Ортопедія, травматологія та протезування), Радянського фонду культури (з 1985 року) та Спілки радянських товариств дружби та культурного зв'язку з зарубіжжям (з 1987 року). Член правління Радянського дитячого фонду ім. В. І. Леніна (з 1987 року).
Під керівництвом Ілізарова захищено 52 кандидатські та 7 докторських дисертацій.
Про Ілізарова написано статті, художні нариси, романи та повісті, він став героєм чи прототипом багатьох художніх фільмів, театральних постановок («Кожен день лікаря Калинникової», «Рух», «Покличте мене, лікарю», «Лікар Назаров», «Щастя повернулося в дім», «Дім відважних боягузів» тощо).
Гаврило Абрамович Ілізаров раптово помер від серцевої недостатності 24 липня 1992 року в місті Кургані. Похований на центральній алеї Нового Рябковського кладовища міста Кургана Курганської області.

## Нагороди та звання

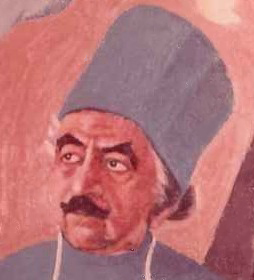
І. Цвайгенбаум. Фрагмент картини «Лікар Ілізаров» (1988)

Г. А. Ілізарова відзначено багатьма почесними званнями та нагородами, національними та міжнародними преміями.
- Герой Соціалістичної Праці, 12 червня 1981 року, за заслуги в розвитку медичної науки та у зв'язку з 60-річчям від дня народження
  - Орден Леніна
  - Медаль «Серп і Молот»
- Орден Леніна, 1971 рік, за великий внесок у практичну охорону здоров'я та у зв'язку з 50-річчям від дня народження
- Орден Леніна, 1976 рік, за досягнуті успіхи у виконанні завдань IX п'ятирічки з розвитку охорони здоров'я та медичної науки
- Орден Трудового Червоного Прапора, 1966 рік, за заслуги перед практичною охороною здоров'я
- Медаль «За доблесну працю. В ознаменування 100-річчя від дня народження Володимира Ілліча Леніна», 1970 рік
- Медаль «Ветеран праці», 1986 рік
- Ленінська премія, 1978 рік, за цикл робіт із розробки нового методу лікування хворих із пошкодженнями та захворюваннями опорно-рухового апарату, впровадження цього методу в широку практику охорони здоров'я та створення нового науково-практичного напрямку в травматології та ортопедії
- Заслужений винахідник СРСР, 12 вересня 1985 року, за винаходи, що відкривають нові напрямки в розвитку медичної науки
- Заслужений лікар РРФСР, 1965 рік
- Заслужений винахідник РРФСР[ru], 1975 рік
- Золота медаль ВДНГ[ru], 1981 рік, 1986 рік
- Срібна медаль ВДНГ, 1965 рік, за розробку нових способів лікування ортопедо-травматологічних хворих, 1986 рік
- Нагрудний знак «Відмінник винахідництва та раціоналізації», 1987 рік
- Орден Усмішки, 1978 рік
- Командор ордена «За заслуги перед Італійською Республікою», 1984 рік
- Орден Незалежності I ступеня (Йорданія), 1985 рік, за великий внесок у наукові дослідження в галузі ортопедії та травматології
- Орден Полярної Зірки[ru] (Монголія), 1985 рік
- Орден Революції (Організація визволення Палестини), 1987 рік, за видатний особистий внесок у розвиток світової охорони здоров'я
- Орден Югославського прапора[ru] із золотим вінком (СФРЮ), 1987 рік
- Медаль «50 років Монгольської Народної Революції»[ru], 1974 рік
- Медаль «60 років Монгольської Народної Революції», 1984 рік
- Золота медаль за багаторічну бездоганну працю (Італія), 1981 рік. Найвища нагорода для ветеранів підприємства як представнику російських робітників.
- Медаль «Найкращому винахіднику року», 1985 рік
- Медаль Мексиканського інституту соціального забезпечення, 1988 рік
- Відмінник народної охорони здоров'я Монгольської Народної Республіки, 1980 рік, за надання практичної допомоги та навчання монгольських лікарів новим методам лікування
- Лауреат Диплома Пошани (Монголія), 1982 рік
- Пам'ятна Золота Флорентійська монета (Італія), 1990 рік
- Премія Муз (Італія), 1983 рік, перший лауреат серед лікарів на знак визнання того, що його хірургія є не лише наукою, а й величезним мистецтвом
- Міжнародна премія «Буккері-ла-Ферла», 1986 рік
- Премія Роберта Деніза, 1987 рік, на XXXII Всесвітньому конгресі хірургів у Сіднеї (Австралія), за найвизначніші роботи, пов'язані з хірургічним лікуванням переломів
- Премія ім. Нессіма Хабіфа, 1987, медичний факультет Женевського університету
- Почесний громадянин[ru] Курганської області, 29 січня 2003 року, посмертно
- Почесний громадянин[ru] Кургана, 1971 рік
- Почесний громадянин Мілана (Італія), 1981 рік
- Почесний громадянин Руфіни (Італія), 1981 рік
- Почесний громадянин Флоренції (Італія), 1990 рік
- Почесний громадянин Нансі (Франція), 1990 рік
- Іменна Золота медаль міста Лекко та визнаний почесним його громадянином за великі заслуги в справі надання наукової та лікувальної допомоги громадянам Італії, 1983 рік
- Член-кореспондент Академії наук СРСР, 1987 рік
- Академік Російської академії наук, 1991 рік
- Почесний член Академії наук Куби[en]
- Почесний член СОФКОТ (Французьке товариство хірургів-ортопедів-травматологів), 1986
- Почесний член Асоціації ортопедів-травматологів Югославії, 1986 рік
- Почесний член Македонської Академії мистецтв, 1986 рік
- Почесний член товариства травматологів-ортопедів Мексики, 1987 рік
- Почесний член товариства травматологів-ортопедів ЧССР, 1987 рік
- Почесний член товариства травматологів-ортопедів Італії, 1988 рік
- Лауреат конкурсу «Техніка — колісниця прогресу» (журнал «Винахідник і раціоналізатор»), 1984 рік
- На честь Г. А. Ілізарова астрономка Кримської астрофізичної обсерваторії Людмила Карачкіна назвала відкритий нею 14 жовтня 1982 астероїд 3750 Ілізаров, назву затверджено 4 жовтня 1990[28].
- У вересні 1987 року художник Ізраїль Цвайгенбаум прилетів у місто Курган, де провів 6 днів із Р. А. Ілізаровим, щоб зробити начерки.

## Пам'ять

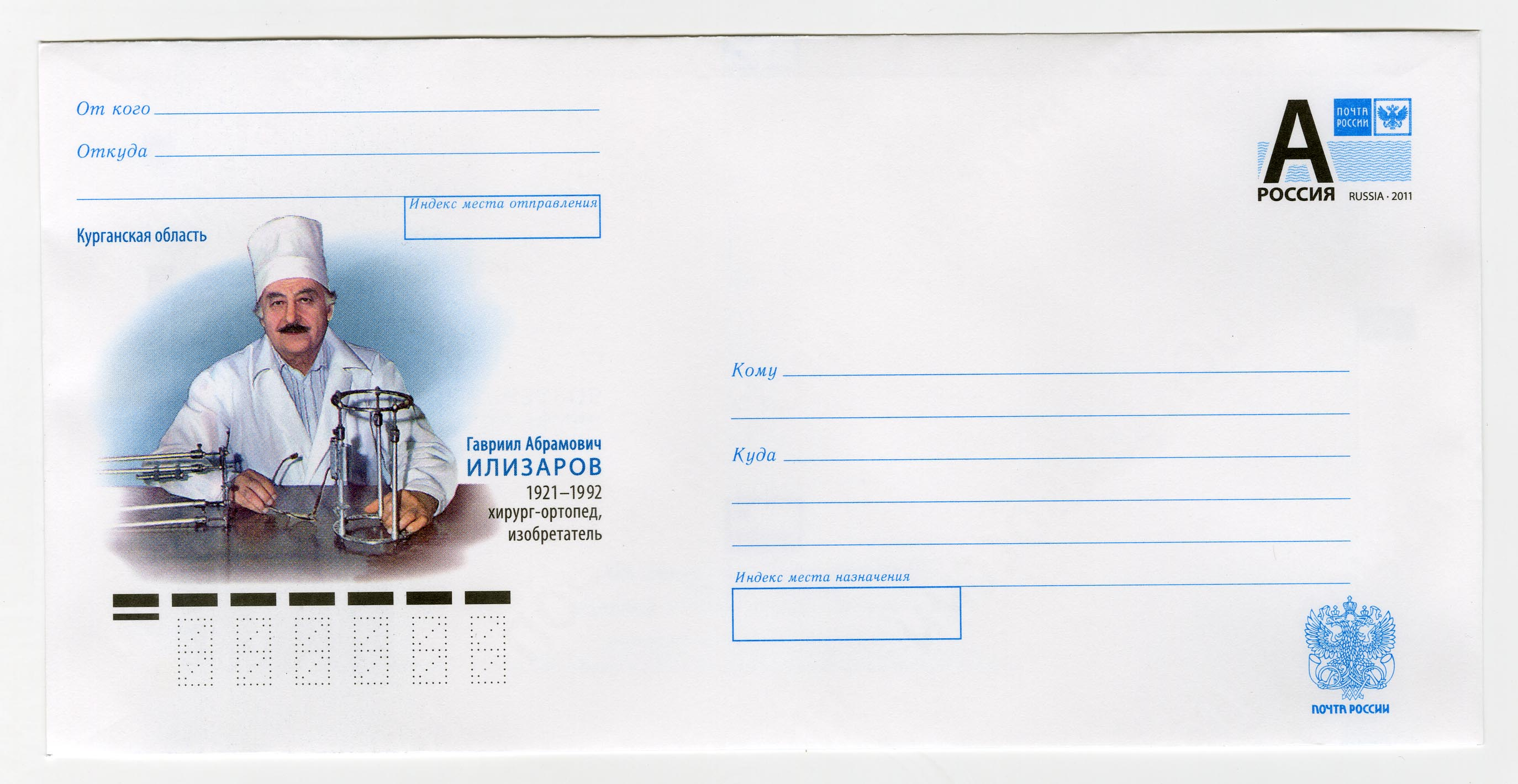
Поштовий конверт Росії

- 1993 року Російському науковому центру «Відновлювальна травматологія та ортопедія» (РНЦ «ВТО») присвоєно ім'я академіка Г. А. Ілізарова, нині Федеральна державна бюджетна установа «Національний медичний дослідницький центр травматології та ортопедії імені академіка Г. А. Ілізарова[ru]» Міністерства охорони здоров'я Російської Федерації (ФДБУ «НМДЦ ТО імені академіка Г. А. Ілізарова» МОЗ Росії).
- 2012 року ім'ям Г. А. Ілізарова було названо Дербентський медичний коледж у Республіці Дагестан.
- У червні 2021 року президент Російської Федерації В. В. Путін підписав указ про присвоєння міжнародному аеропорту Курган імені Г. А. Ілізарова[29]. Від 30 листопада до 20 грудня 2020 року на сайті Громадської палати Курганської області тривало голосування щодо вибору імені, яке присвоять аеропорту Кургана. В опитуванні взяли участь понад 10 тисяч осіб. Більшість голосів набрали радянський льотчик та перший директор курганського аеропорту А. І. Чернявський[ru] — 28,8 %, і хірург-ортопед Гаврило Ілізаров — 28 %[30]. Невдоволені підсумками заговорили в соцмережах про накрутку голосів і від 25 грудня 2020 року до 15 січня 2021 року провели другий тур голосування, в якому Ілізаров отримав 4424 голоси — 63 %, а Чернявський — 30,4 %[31].
- 15 червня 1993 року з ініціативи генерального директора РНЦ «ВТО» В. І. Шевцова[ru] відкрився музей історії розвитку РНЦ «ВТО» імені Г. А. Ілізарова.
- 1993 року створено Фонд ім. Г. А. Ілізарова.
- 9 вересня 1994 року на території РНЦ «ВТО» відкрито пам'ятник засновнику та творцю методу та центру академіку Г. А. Ілізарову (скульптор Ю. Л. Чернов[ru]).
- 2012 року встановлено пам'ятник-автомобіль ГАЗ-13 «Чайка», який належав Г. А. Ілізарову; розташований біля Музею історії центру ім. Г. А. Ілізарова.
- Від 1995 року на згадку про Г. А. Ілізарова видається практичний журнал «Геній ортопедії».
- 2011 року випущено різні художні марковані конверти Росії, присвячені Г. А. Ілізарову.
- У червні 2021 року Пошта Росії випустила поштову марку номіналом 40 рублів, тираж 144 000 примірників[32].
- 2011 року в Кургані режисер Андрій Романов зняв документальний фільм «Він присвятив життя людям», присвячений 90-річчю Г. А. Ілізарова. Фільм отримав приз Глави міста Каменська-Уральського М. С. Астахова[ru] на Третьому міжнародному фестивалі туристичного кіно «Побачення з Росією» у містах Верхотур'ї та Кам'янськ-Уральському (2012).
- Меморіальна дошка на будинку в Кургані, де протягом 1974—1992 років жив Г. А. Ілізаров, вул. Клімова, 41. 29 серпня 2019 року встановлено нову меморіальну дошку[33].
- У Курганській області 2016 рік оголошено «Роком Ілізарова».
- Вулиця в місті Ґусар (Азербайджан).
- 2021 року в рідному місті батька Ілізарова Ґусар в Азербайджані, на перетині вулиць Гаврила Ілізарова та Фахреддіна Мусаєва, встановлено пам'ятник компресійно-дистракційному апарату Ілізарова заввишки 6,5 м. Скульптор — Фархад Азізов[34].
- 15 червня 2021 до 100-річчя від дня народження в Москві відбулося спецпогашення конверта першого дня[35].

## Сім'я
Син Олександр і дві дочки від різних шлюбів — Марія та Світлана. Син — Олександр Ілізаров (нар. 1947), інженер-конструктор, кандидат технічних наук, живе в Новосибірську. Дочка — Світлана Ілізарова (нар. 1962), лікарка-реабілітологиня і фізіотерапевтка, кандидат медичних наук, живе в Нью-Йорку, співредактор збірки «Limb Lengthening and Reconstruction Surgery» (2006). Від 1961 року й до кінця життя Г. А. Ілізаров був одруженим третім шлюбом з Валентиною Олексіївною Ілізаровою.
Мати Г. А. Ілізарова, його сестри Марія, Неля (01.02.1931 — 10.07.2008) і Белла (15.02.1929 — 04.08.2009), брати Ісаак (Ісай, 1922-?) та Елі 1926—?) Єлізарови після війни також жили в Кургані. Молодший брат Давид Абрамович Єлізаров (1924-?), учасник Великої Вітчизняної війни, кавалер ордена Червоної Зірки, також став лікарем-хірургом.
Батька Г. А. Ілізарова звали Мардахай Овроом (Мордехай Абрам) Єлізаров. Він брав участь у Першій світовій війні і потрапив у німецький полон. Після полону жив у Польщі, де одружився. Після повернення на батьківщину в Ґусар Азербайджанської РСР жив у брата Ісаака, 1937 року його репресовано. 1946 року повернувся з місць ув'язнення в Ґусар, але його сім'я звідти вже поїхала і він невдовзі помер. Г. А. Ілізаров мав дві зведені сестри від першого шлюбу батька.

## Основні праці
- Илизаров Г.А., Мархашов А.М. Кровоснабжение позвоночника и влияние на его форму изменений трофики и нагрузки. — Челябинск, 1981.
- Илизаров Г.А. Октябрь в моей судьбе / Лит. запись В. Гавриша. — Челябинск : Южно-Уральское книжное издательство, 1987. — 215 с. — 3000 прим.[42]
- Лечение сгибательных контрактур коленного и голеностопного суставов / Составлено Г. А. Илизаровым и А. А. Девятовым. — Курган, 1971. — 14 с. — 3000 прим.
- Чрескостный компрессионный и дистракционный остеосинтез в травматологии и ортопедии / Отв. ред. Г. А. Илизаров. — Курган : Советское Зауралье, 1972. — 344 с.